# Jaroslav Vejvoda
Jaroslav Vejvoda (* 1. Juli 1920 in Prag; † 28. Juli 1996 ebenda) war ein tschechoslowakischer Fußballspieler und Fußballtrainer.

## Spielerkarriere
Jaroslav Vejvoda begann beim kleinen Prager Verein SK Břevnov. Mit 14 Jahren wechselte er zu SKEP Prag. 1942 ging er zu Sparta Prag, mit dem er 1946 und 1948 Meister wurde. 1948 spielte er kurz für Slavia Prag, das zu diesem Zeitpunkt Dynamo Prag hieß. Anschließend war er bei Vítkovické železárny aktiv, ehe er 1953 seine Laufbahn beendete.
Am 14. Oktober 1951 lief er zum ersten und letzten Mal im Dress der Tschechoslowakischen Nationalmannschaft auf. Im Spiel gegen Ungarn in Ostrau erzielte er ein Tor, seine Mannschaft verlor aber mit 1:2.

## Trainerkarriere
1954 wurde er bei Trainer bei Baník Vítkovice. Von 1958 bis 1960 betreute er Baník Ostrava. Einen Namen machte er sich als Trainer von Dukla Prag, dessen Mannschaft er insgesamt drei Mal trainierte, erstmals von 1960 bis 1966. Dukla wurde in diesem Zeitraum vier Mal in Folge tschechoslowakischer Meister. Zwischen 1966 und 1969 war er Trainer bei Legia Warschau, mit dem er 1969 die polnische Meisterschaft gewann. Anschließend arbeitete Vejvoda bis 1973 wieder bei Dukla. In diesem Jahr ging er zurück zu Legia Warschau und blieb dort bis 1975. Dann übernahm er ein drittes Mal die Mannschaft von Dukla Prag und konnte sie 1977 und 1979 erneut zum Titelgewinn führen.
Am Ende der Saison 1979/80 zog er sich vom Trainerberuf zurück.

### Erfolge
- Tschechoslowakischer Meister 1961, 1962, 1963, 1964, 1966, 1977 und 1979
- Polnischer Meister 1969